# Волма (приток Ислочи)
Волма (бел. Волма) — река в Беларуси, протекает в Дзержинском и Воложинском районах Минской области, левый приток Ислочи. Длина реки — 44 км, площадь водосборного бассейна — 177 км², средний уклон реки 3 м/км, средний расход воды в устье — 1,3 м³/с.
Река начинается в Дзержинском районе у деревни Щепки. Течёт по западным склонам Минской возвышенности. В среднем течении перетекает в Воложинский район. Генеральное направление течение от истока — юго-запад, затем река поворачивает на северо-запад.
Долина выраженная. Пойма луговая, её ширина в верховье 20—50 метров, в нижнем течении 120—2000 м. Русло извилистое, в верхнем течении канализировано, ширина реки в межень 6—10 м. Берега крутые, обрывистые, особенно на участке от Ивенца до устья.
Именованных притоков не имеет. Крупнейший населённый пункт на реке — городской посёлок Ивенец. От истока до Ивенца Волма течёт по безлесой, плотно заселённой местности, на берегах большое число деревень, крупнейшие из которых Волма, Зуевка, Ковальцы, Волмечка, Михалевщина, Вирловичи, Дудка, Шикути, Замостяны, Старинки. Ниже Ивенца река вплоть до устья течёт по лесному массиву. В посёлке Ивенец и около деревни Волма на реке запруды.
Впадает в Ислочь в западу от деревни Боровиковщина в 8 км к северо-западу от Ивенца.
Название Волма образовано от финно-угорского воль — «расчищенное от леса место» в сочетании с гидронимическим термином ма.